# ミスラタ県
ミスラタ県（ミスラタけん、ミスラータ県、アラビア語: مصراتة、Misurata、Misuratah、Misratah、Mişrātah、Libyan Arabic: Məşrātah）は、リビアの県（シャアビーヤ）。リビア北西部に位置し、県都はミスラタ市。
2007年の地方再編でバニ・ワリード県と、2001年から2007年までスルト県の一部だったシドラ湾最北端部を合併した。

## 地理

### 位置
ミスラタ県は北東部を地中海に面している。南東部はスルト県、北西部にムルクブ県、南西部をジャバル・アル・ガルビ県に面している。

## 以前の行政区画

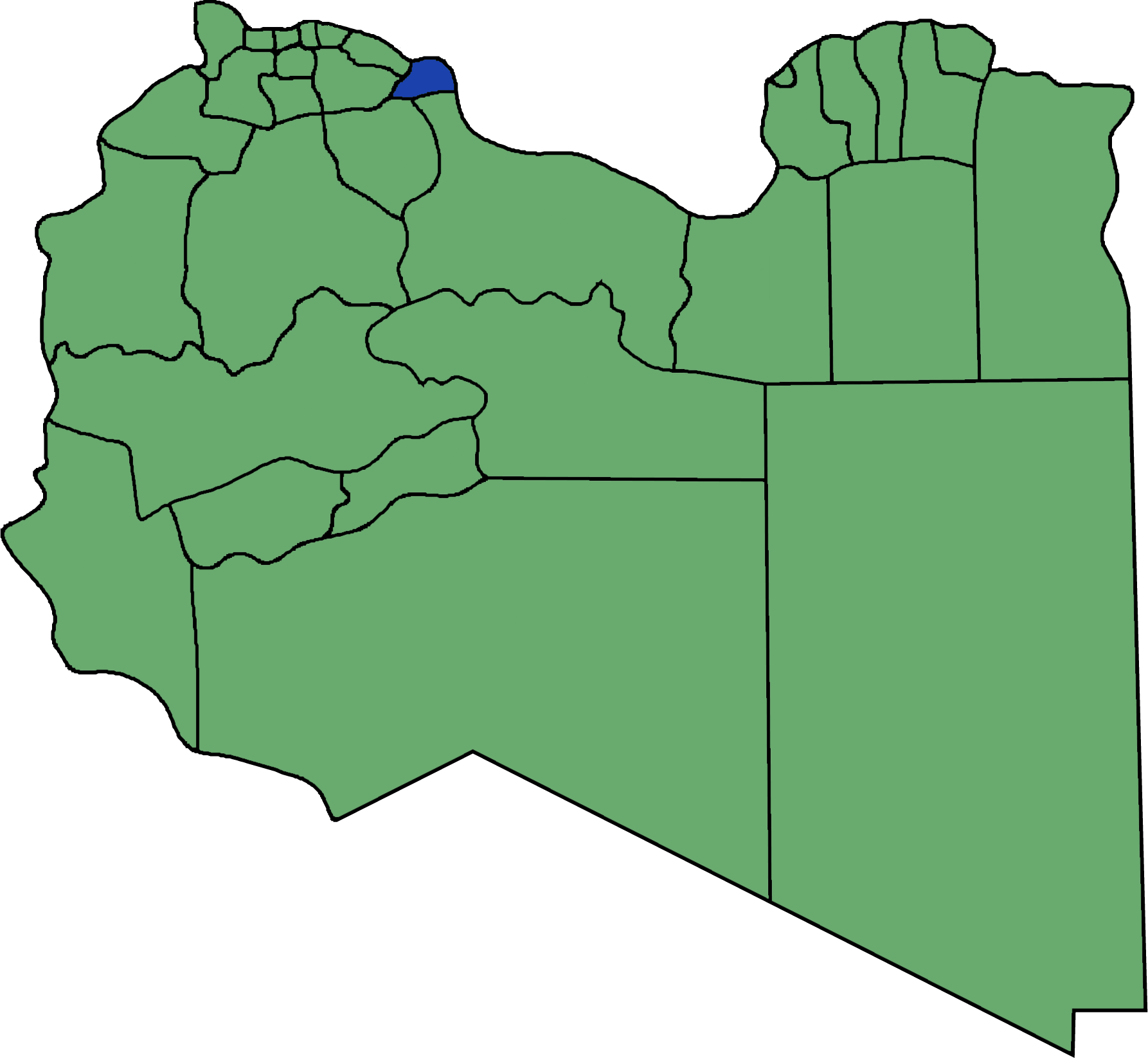
2007年以前のミスラタ県